# Цитринка сіровола
Цитринка сіровола (Oporornis agilis) — вид горобцеподібних птахів родини піснярових (Parulidae).

## Поширення
Гніздиться на півночі Північної Америки, головним чином у Канаді (від Альберти до Квебеку), а також у невеликій частині півночі США, що прилягає до Великих озер (штати Міннесота, Вісконсин і Мічиган). Восени він мігрує на південь, щоб зимувати в Південній Америці, від карибського узбережжя Колумбії та Венесуели до регіону Амазонки в Бразилії та північній Болівії.
Живе в лісах і хащах. Зазвичай харчується на землі, мовчки шукаючи їжу серед листя.

## Опис
Птах завдовжки 13-14 см. Наявний статевий диморфізм. Самці мають характерну сіру голову, горло та груди, а також помітне біле кільце навколо ока. Решта спинних частин (потилиця, спина, крила і хвіст) оливково-коричневі, а решта черевних частин (черево і підхвістя) жовті.
У самиць, як і у самців, спинні частини мають оливково-коричневий колір, черевні частини жовті (хоча і блідіші, ніж у самців), але в основному вони відрізняються тим, що голова, горло та груди мають тьмяно-коричневий колір, горло трохи світліше, а очне кільце коричневе.